# 맹정주
맹정주(孟廷柱, 1947년 6월 3일 ~ )는 대한민국의 제14대 조달청 차장을 지낸 공무원이며, 민선 4기 서울특별시 강남구청장을 지낸 정치인이다. 본관은 신창이며,  충청남도 천안 출생이다. 종교는 개신교(예장통합)이다.

## 학력
- 덕수초등학교
- 경기중학교
- 경기고등학교
- 서울대학교 경제학 학사
- 하버드대학교 케네디대학원 석사

## 경력
- 제10회 행정고시 합격
- 원호처 사무관
- 국토통일원 사무관
- 경제기획원 사무관
- 경제기획원 경제기획국 투자3과장
- 경제기획원 기획2과장
- 경제기획원 공보관실 서기관
- 경제기획원 조사통계국제표과장
- 경제기획원 통계분석과장
- 경제기획원 부총리 비서관
- 경제기획원 경제기획국 사회개발기획과장
- 경제기획원 경제기획국 자금기획과장
- 경제기획원 경제기획국 종합기획과장
- 경제기획원 경제교육기획관
- 경제기획원 공보관 겸 대변인
- 경제기획원 예산실 예산제3심의관
- 경제기획원 예산실 예산제1심의관
- 재정경제원 예산실 예산총괄심의관
- 경제기획원 정책조정국장
- 재정경제원 국고국장
- 재정경제원 국민생활국장
- 국회 재정경제위원회 수석전문위원
- 조달청 차장
- 국무조정실 경제행정조정관
- 한국증권금융 사장
- 한국증권금융 상임고문
- 대외경제정책연구원 연구자문위원
- 한나라당 입당
- 서울특별시 강남구청장
- 한나라당 전국위원회 위원
- 2010.04.30 한나라당 탈당
- 2010.06 제5회 전국동시지방선거 서울특별시 강남구청장 무소속 후보 (낙선)
- 2011.11 한나라당 복당
- 2012.02 제19대 국회의원 선거 강남구 을 새누리당 예비후보
- 2014.03 제6회 전국동시지방선거 서울특별시 강남구청장 새누리당 예비후보
- 한반도리더스포럼 공동대표

## 수상
- 2010년 : 제4회 대한민국 나눔대상 대상

## 역대 선거 결과
|  | 78.06% |

|  | 25.65% |